# Loxophantis pretoriella
Loxophantis pretoriella là một loài bướm đêm trong họ Crambidae.